# Вулиця Стефаника (Броди)
Ву́лиця Сте́фаника — одна з найстаріших вулиць міста Броди, Львівської області. Починається від вулиці Шолом-Алейхема, прямує через подвір'я швейної фабрики, де її перегороджує металевий паркан, який ділить вулицю Стефаника на дві частини. Друга частина вулиці починається від вулиці Хроновича та прямує до вулиці Грушевського. Утворює перехрестя з вулицею Золотою та прилучається вулиця Єврейська.

## Історія
Давня назва вулиці — Театральна, пов'язана з тим, що на розі сучасних вулиць Стефаника та Єврейської знаходилася будівля колишнього Музичного товариства (театру). У статті «Садовий концерт», що вийшла на шпальтах одного з випусків за 1896 року місцевого часопису «Газета Брідська» згадується театр, а саме: 
«Аполон постановив перенести свою резиденцію на час літньої спеки з давніх своїх апартаментів в Музичному товаристві при вул. Театральній до саду Герольда в Старих Бродах»
1898 року приміщення колишнього Музичного товариства викупило польське товариство «Зірка», де згодом містилися різні польські товариства. Пізніше вулиця мала назву — Старотеатральна. У 1938—1944 роках — вулиця Фелікса Веста, названа так на честь відомого польського книговидавця, власника книгарні й друкарні на сусідній вулиці Золотій у Бродах. Таким чином магістрат вшанував його значний вклад у розвиток міста, 75-річний ювілей його професійної діяльності та надання йому титулу почесного громадянина міста Броди. Наприкінці 1944 року отримала свою сучасну назву — вулиця Стефаника, на честь видатного українського письменника та громадського діяча Василя Стефаника.

## Забудова
У забудові вулиці Василя Стефаника переважають архітектурні стилі — модерн, сецесія. Декілька кам'яниць на вулиці Стефаника внесено до реєстру пам'яток архітектури місцевого значення:
№ 1. Одноповерховий будинок споруджений на розі нинішніх вулиць Шолом-Алейхема та Стефаника. Після першої світової війни у цьому будинку, що належав єврейській родині Шапіро містився банк. Під час німецької окупації — установа зі збору відходів та вторсировини. Нині це звичайний житловий будинок.
№ 5. Житловий будинок початку XX століття
 Пам'ятка архітектуримісцевого значення № 1762-м
Двоповерховий будинок споруджений на розі нинішніх вулиць Золотої та Стефаника у 1910 році в стилі модерн (сецесія). Можливо належала землевласнику Лазарю Бльоху, який перед першою світовою війною був президентом торгово-промислової палати. Нині на першому поверсі будинку міститься аптека «Подорожник». 
№ 8. Корпуси швейно-взуттєвої фабрики збудовані у 1970 році. 1992 року швейно-взуттєва фабрика перейменована на Бродівську орендну швейну фабрику та за рік споруджено ще один корпус підприємства. Від 1994 року — ТзДВ «Галант» і того ж року додатково створено спільне українсько-бельгійське підприємство «Укон».

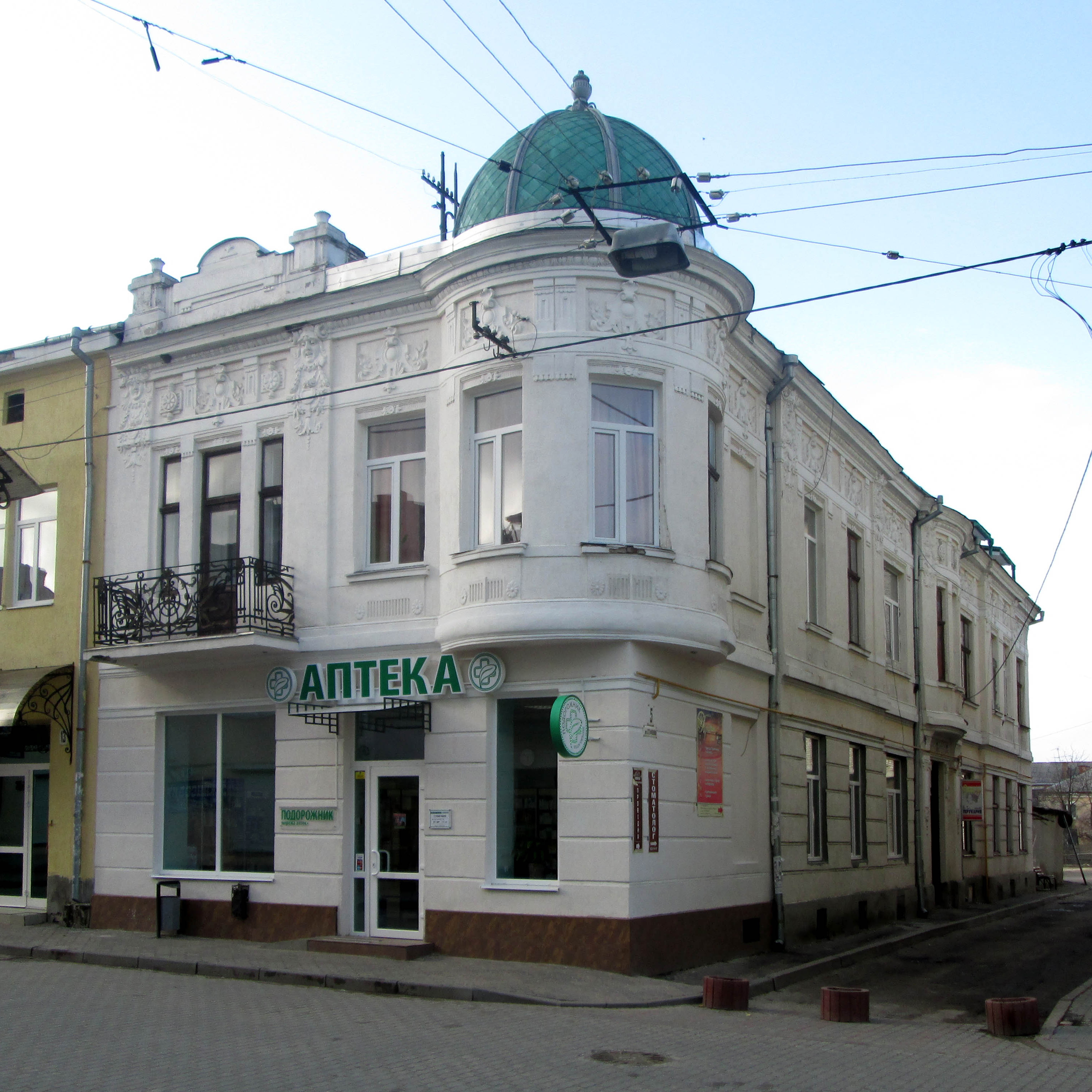
Загальний вигляд кам'яниці (вул. Стефаника, 5)
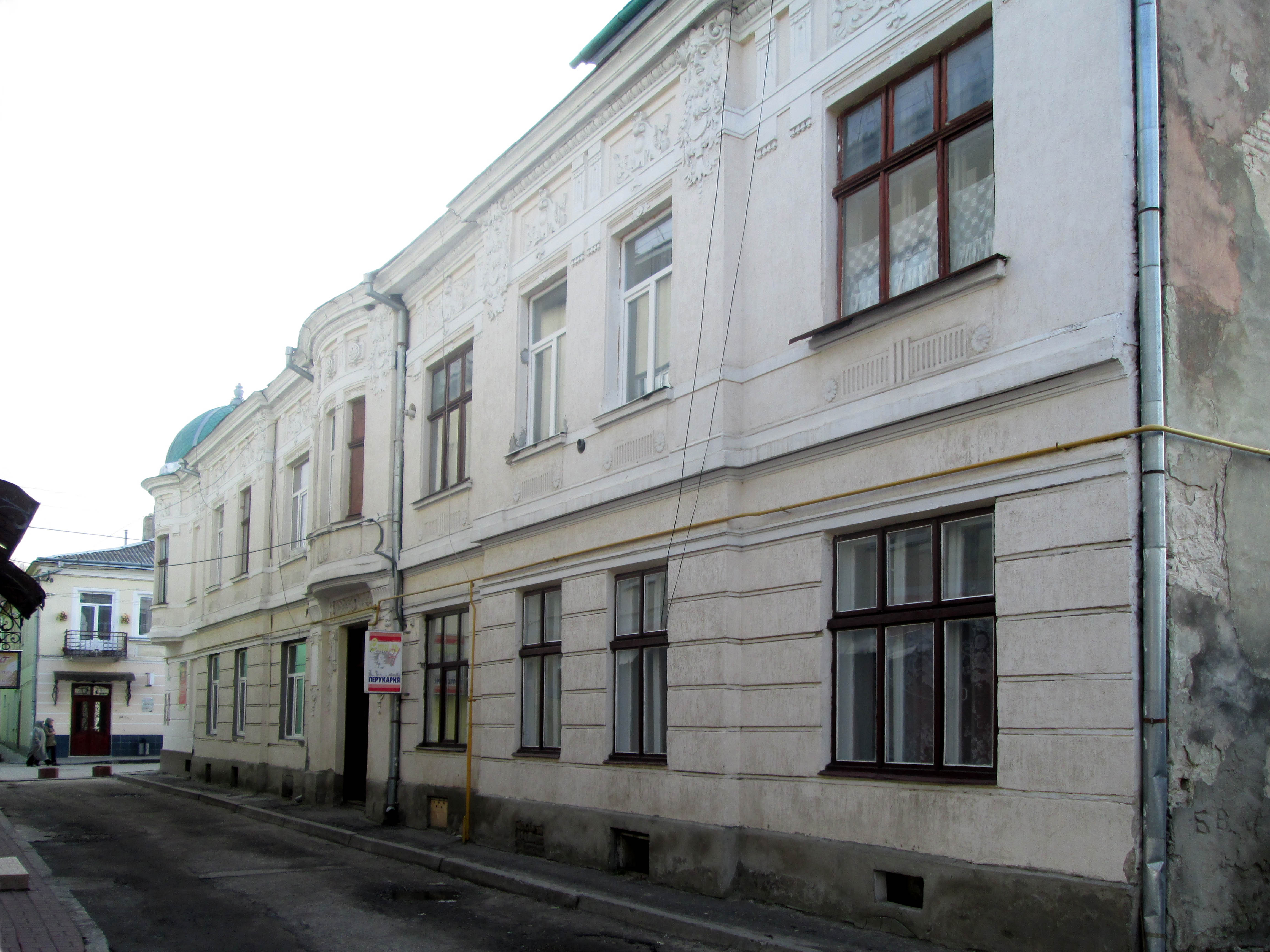
Північний фасад кам'яниці. Загальний вигляд (вул. Стефаника, 5)
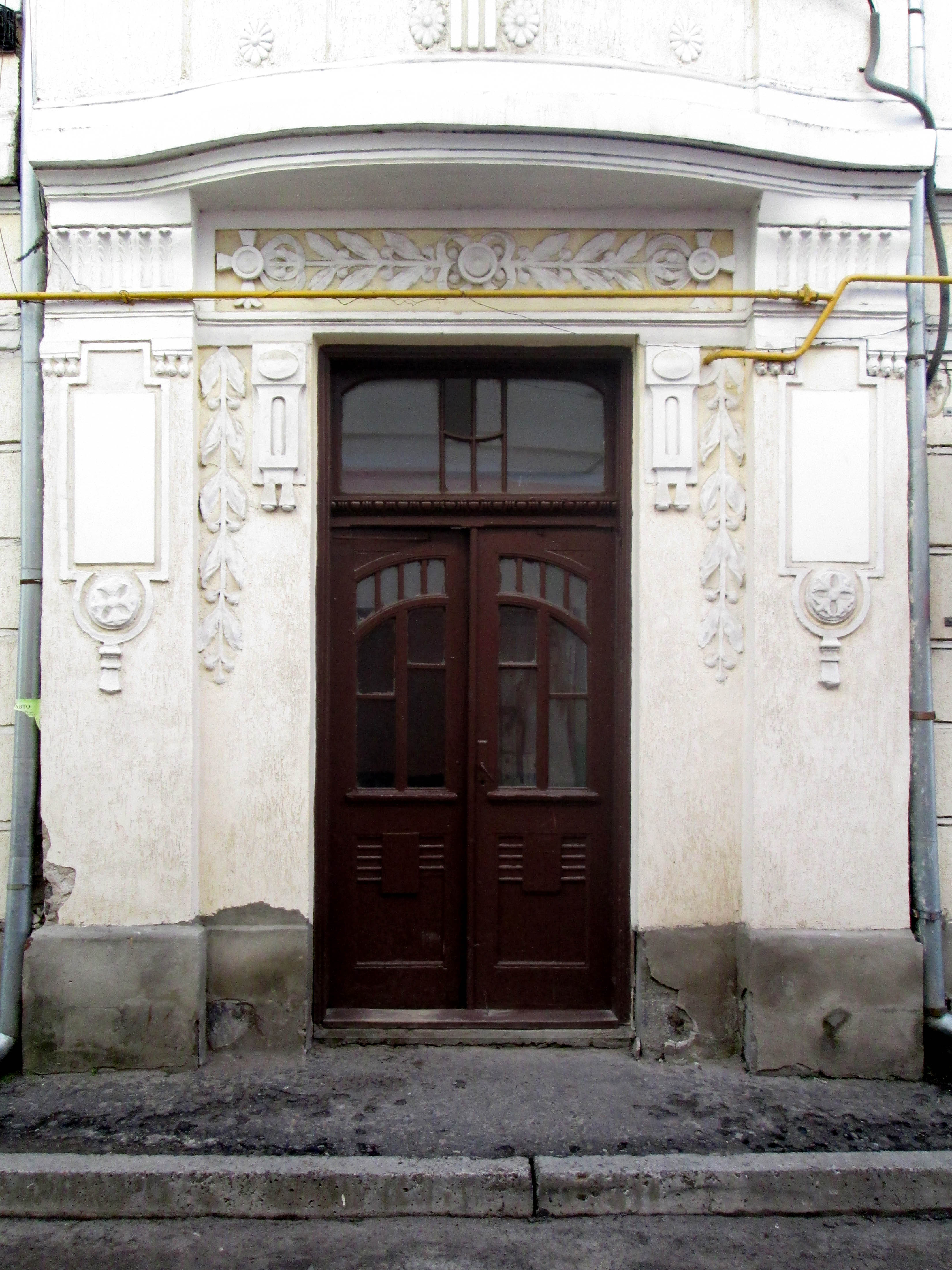
Північний фасад кам'яниці. Вхід у житлову частину кам'яниці (вул. Стефаника, 5)
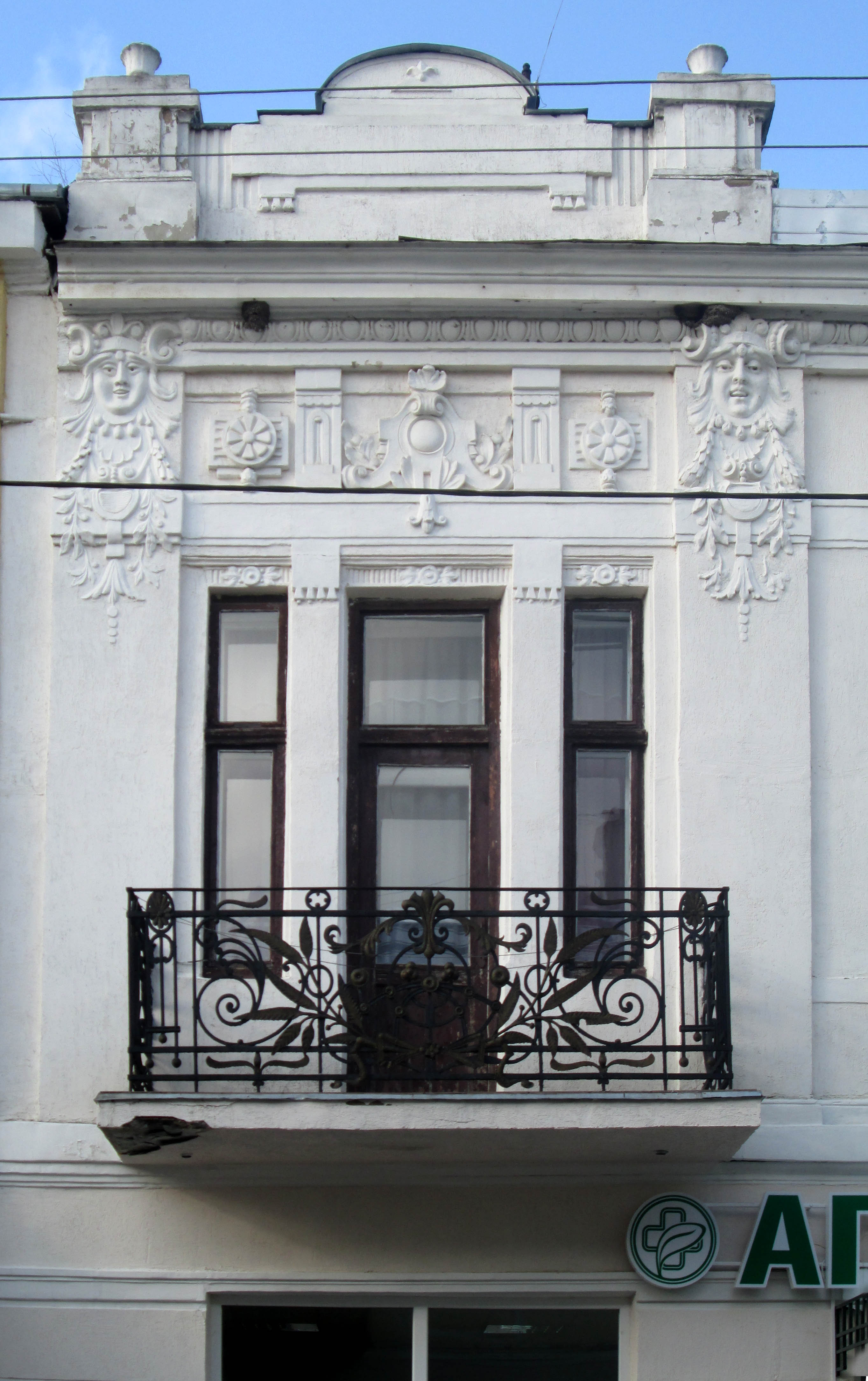
Східний фасад кам'яниці. Балкон з металевою огорожею (вул. Стефаника, 5)
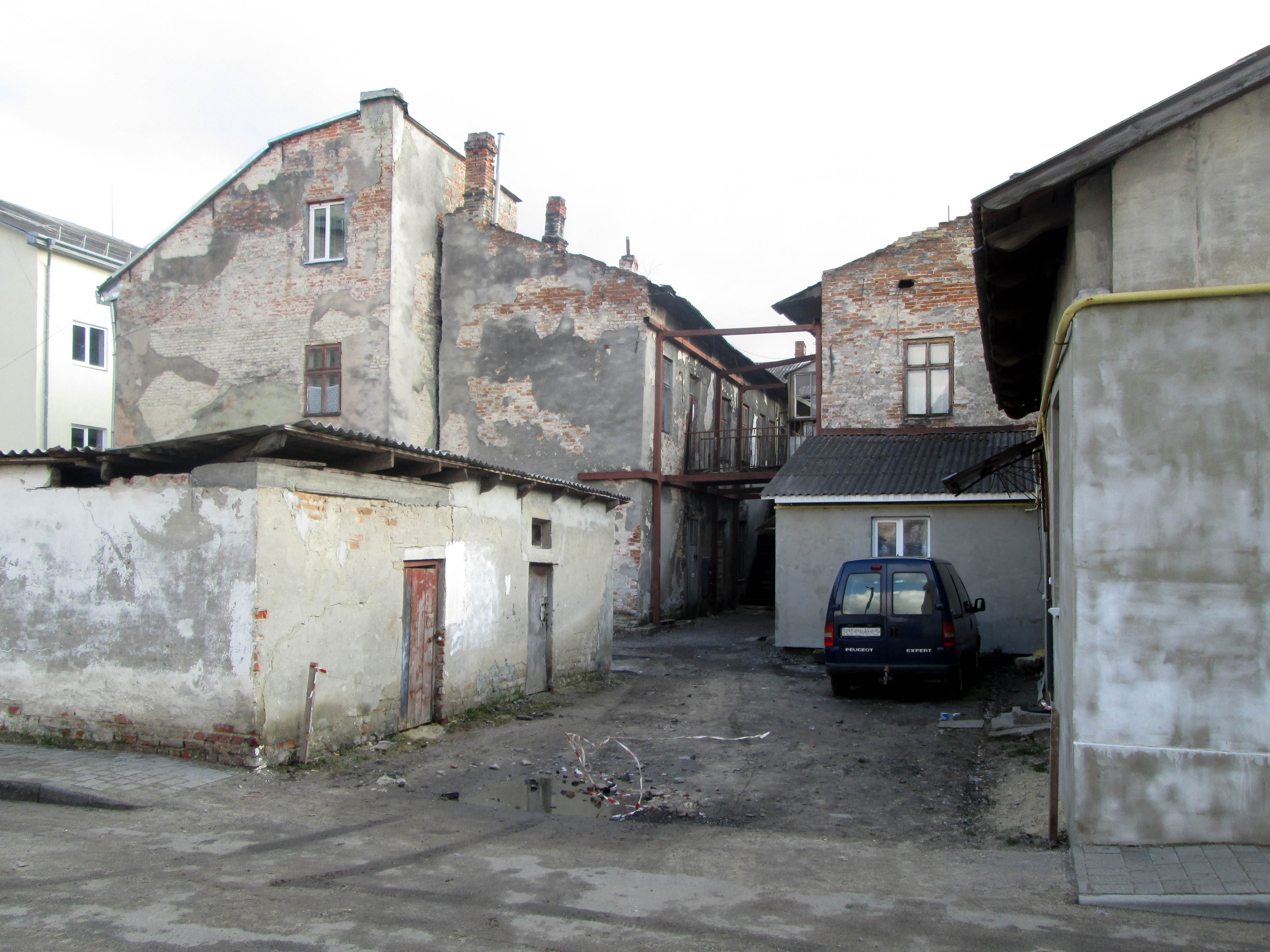
Внутрішнє подвір'я кам'яниці (вул. Стефаника, 5)